# Val Travignolo
La Val Travignolo è una valle alpina del Trentino orientale, laterale di sinistra dell'alta Val di Fiemme. Prende il nome dal torrente che la percorre, che nasce dall'omonimo ghiacciaio all'interno del gruppo delle Pale di San Martino e che confluisce nell'Avisio nei pressi di Predazzo dopo un percorso di circa 22 km. Le sue acque sono sbarrate a scopo idroelettrico dalla diga di Forte Buso.

## Geografia fisica
La gran parte del territorio è coperta da foreste di abete rosso, alberi celebri per fornire il legno di risonanza adatto alla costruzione di strumenti musicali. L'alta e media valle ricade inoltre all'interno del Parco Naturale Paneveggio - Pale di San Martino.
È attraversata dalla strada statale 50, che attraverso Passo Rolle congiunge la Val di Fiemme con il Primiero. Da essa si dirama, presso Paneveggio, la strada provinciale 81, diretta a Falcade in Valle del Biois attraverso il Passo Valles.
Dal punto di vista economico, alle tradizionali risorse dell'alpeggio (nelle numerose malghe che troviamo, le più famose Malga di Bocche, Malga Juribello, Malga Venegia e Venegiota, Malga Rolle) e dello sfalcio dei prati si è affiancato negli ultimi decenni il turismo, sia estivo (per l'interesse naturalistico ed escursionistico della valle) sia invernale (anche grazie alla presenza delle aree sciistiche dell'Alpe Lusia e del Passo Rolle).
Dal punto di vista culturale, storicamente la zona è stata molto contesa tra le 3 comunità, al cui interno, troviamo conflitti anche tra paesi della valle.

### Bacino idrografico
L'area della Val Travignolo è individuabile con i seguenti confini: 
- A Est dalle Pale di San Martino,
- A Nord dalla Catena di Bocche - Viezzena,
- A Ovest dall'abitato di Predazzo,
- A Sud dalla Catena del Lagorai.

Ha andamento indicativamente est-ovest, e parte del tratto più a monte ha prende il nome di Val Venegia.
È amministrativamente divisa fra tre Comunità di valle: 
- quella del Primiero (comune di Primiero San Martino di Castrozza), cui spettano tutta l'alta valle (quindi la parte Orientale rispetto ai rii affluenti di Bocche e di Ceremana);
- quella di Fassa (comune di Moena), con i territori a settentrione, la zona del Lusia.
- quella di Fiemme (comune di Predazzo), cui compete il corso vallivo inferiore, compresi gli abitati di Bellamonte e Paneveggio;